# Bonnie McKee
Bonnie McKee Leigh (n. 20 ianuarie 1984, Vacaville⁠(d), California, SUA) este o cântăreață și compozitoare americană. Albumul ei de debut, Trouble, a fost lansat în septembrie 2004 de casa de discuri Reprise Records. După ce a Reprise a lăsat-o liberă de contract după mai mulți ani de la lansarea sa, McKee a luat o pauză muzicală înainte de a-și face un nume din postura de compozitoare. McKee a scris versurile a opt melodii care au ajuns pe primul loc în clasamentele de muzică din Statele Unite sau Marea Britanie, care au fost vândute în peste 30 de milioane de exemplare în întreaga lume. După ceva timp de concentrare pe compoziție, McKee a lansat „American Girl” în iulie 2013. Al doilea album de studio al ei este programat pentru lansare în 2015. American Girl s-a dorit a fi al doilea album de studio al ei, dar după ce ea a părăsit casa de discuri la sfârșitul anului 2014, din cauza diferențelor creative, nu se știe dacă American Girl va mai fi lansat.
McKee este cunoscută în special pentru colaborarea cu cântăreața de muzică pop Katy Perry; cele două au scris împreună hiturile "California Gurls", „Teenage Dream”, „Last Friday Night (T.G.I.F.)”, „Part of Me”, „Wide Awake” și „Roar”. McKee, a compus de asemenea și piesa „Dynamite” a lui Taio Cruz, care a devenit al doilea cel mai bine vândut cântec al unui artist britanic în era digitală.

## Carieră

### 2004-05: Începutul carierei și «Trouble»
Pana la vârsta de 15 ani, McKee a scris cântece și a cântat în zona Seattle. Caseta demo a lui McKee a ajuns la Colin Filkow, un fost conducător din cadrul casei de discuri Priority Records. Filkow și-a dat seama că ea a are un talent rar și a convins-o să semneze un contract cu compania sa de management, Platinum Partner Artist Management în Beverly Hills. El a zburat în Los Angeles, California, și a prezentat-o în familia lui. Ea avea doar 17 ani la momentul respectiv. El a inspirat-o să cânte, să scrie cântece și să aibă încredere în instinctele ei. Filkow a dus demo-urile lui Bonnie la o mulțime de case de discuri, agenți și avocați din domeniul showbiz-ului. După mai mult de un an, Filkow i-a obținut lui Bonnie un contract cu Warner Bros Records într-una dintre cele mai profitabile contracte semnate vreodată de un artist debutant.
Albumul de debut Trouble a fost produs de Rob Cavallo și a fost lansat comercial pe data de 28 septembrie 2004. McKee a lansat single-ul „Somebody” și a cantat piesa live la Jimmy Kimmel Live!, iar piesa a fost prezentată în filmul „Win a Date with Tad Hamilton!” Videoclipul pentru "Somebody" a fost regizat de Wayne Isham, și a fost difuzat în cadrul emisiunilor „Buzzworthy” de pe MTV, respectiv „You Oughta Know” de pe VH1. Trouble a primit recenzii pozitive în Blender, Nylon, Los Angeles Times, și Teen People, dar nu a avut succes comercial. McKee a vorbit despre insuccesul albumului, declarând că „A fost devastator atunci când nu a fost să fie ca albumul să aibă succes”, a spus ea. „Am realizat că sunt atât de mulți pași pana la obtinerea unui contract pentru a avea un hit ... și n-am ajuns acolo. A fost o dezamăgire uriașă.” McKee a început să lucreze pentru al doilea album de studio, care nu a mai fost lansat. Potrivit lui McKee, ea a intrat în depresie și a început să abuzeze de metamfetamină, o dependență cu care a luptat cu mai mulți ani. Ea a fost dată afară după mânjirea mașinii unui director cu ruj în timpul mijlocului nopții.

### 2006-13: Cariera de compozitoare

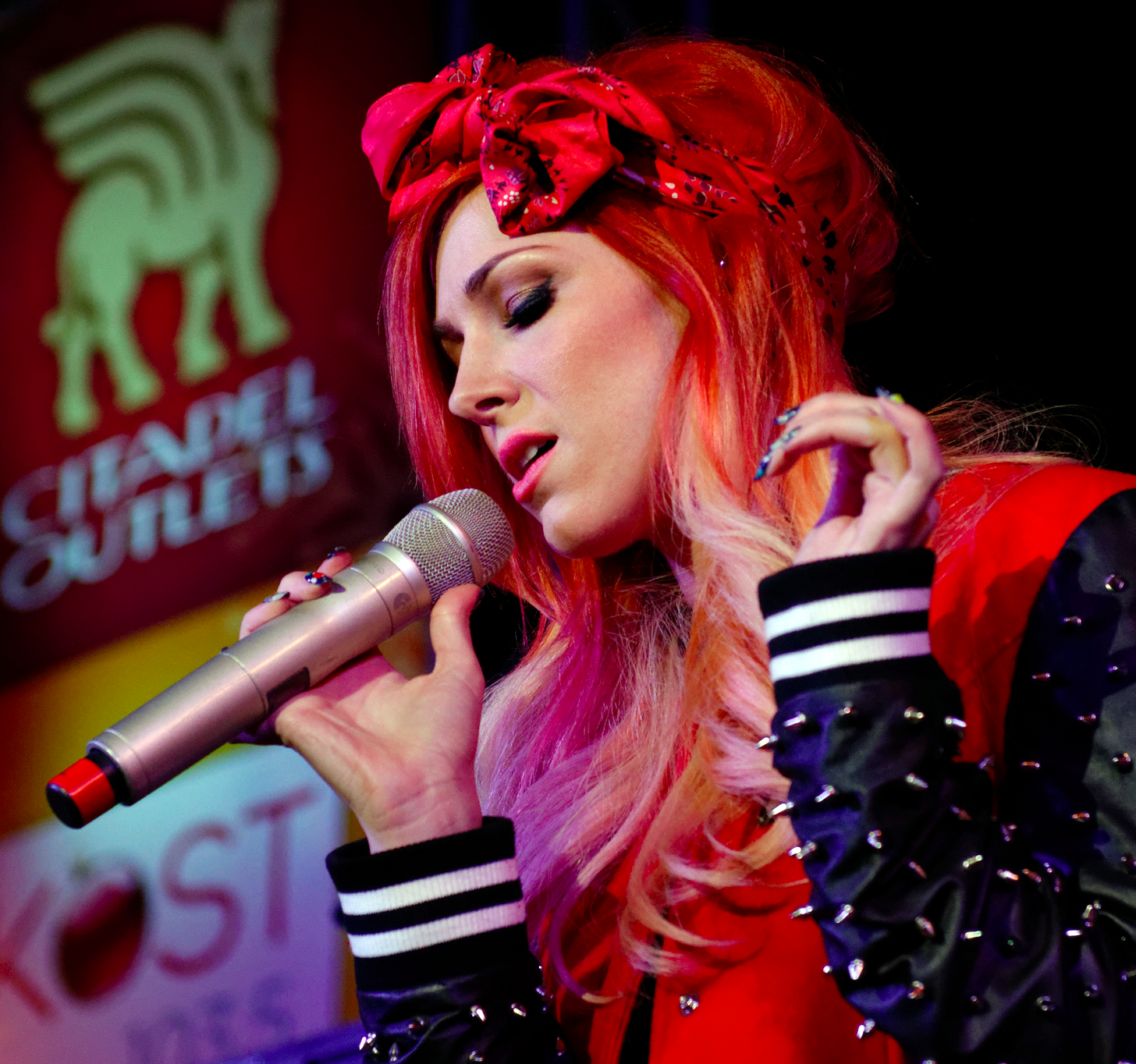
McKee în concert la Commerce, California, la 9 noiembrie 2013

În urma plecării ei de la Reprise Records, McKee a petrecut multe ore în studioul de înregistrări, a învățat cum să folosească Pro Tools și să creeze piese noi. În 2009, McKee a fost introdusă producătorului de muzică Dr. Luke, de managerul ei Josh Abraham. Dr. Luke a colaborat cu prietena lui McKee, Katy Perry, pentru al doilea album One of the Boys. Împreună, ei (alături de Max Martin și Benny Blanco) au început să scrie cântece, producând în cele din urmă hit-uri are vor apărea pe al treilea album a lui Perry, Teenage Dream. McKee a colaborat la compunerea a trei single-uri de pe album, „California Gurls”, „Teenage Dream” și „Last Friday Night (TGIF)”, cu fiecare clasându-se în vârful clasamentului Billboard Hot 100. De asemenea, McKee a mai câștigat multe premii BMI pentru muzică pop în 2011 și 2012 pentru rolul ei de compozitoare. McKee, de asemenea, a compus single-ul lui Britney Spears "Hold It Against Me", lui Taio Cruz "Dynamite", lui Rita Ora "How We Do (Party)", precum și "Wide Awake" și "Part of Me", ale lui Katy Perry.
McKee a scris "I Don't Care" pentru artista britanică Cheryl Fernandez-Versini care s-a clasat pe locul 1, făcând-o pe Cheryl să devină cea mai de succes artistă din Marea Britanie din toate timpurile. În 2012, McKee a compus două piese care au apărut pe albumul lui Adam Lambert Trespassing, care a debutat pe locul 1 în Billboard 200 Album Chart. Ea a apărut pe melodia „Thunder” din albumul lui Rusko Songs, lansat pe Mad Decent. În acest timp, ea a semnat un contract de înregistrare cu Epic Records. Ea a atras atenția pentru simțul ei de modă, apărând la E! Fashion Police, precum și pe paginile revistelor New York Times, New York Post, și Schön! Magazine. În 2013, McKee a fost câștigat trei premii BMI Pop pentru munca ei de compoziție alături de Katy Perry la "Wide Awake" și "Part of Me", precum și pentru melodia lui Britney Spears "Hold It Against Me".

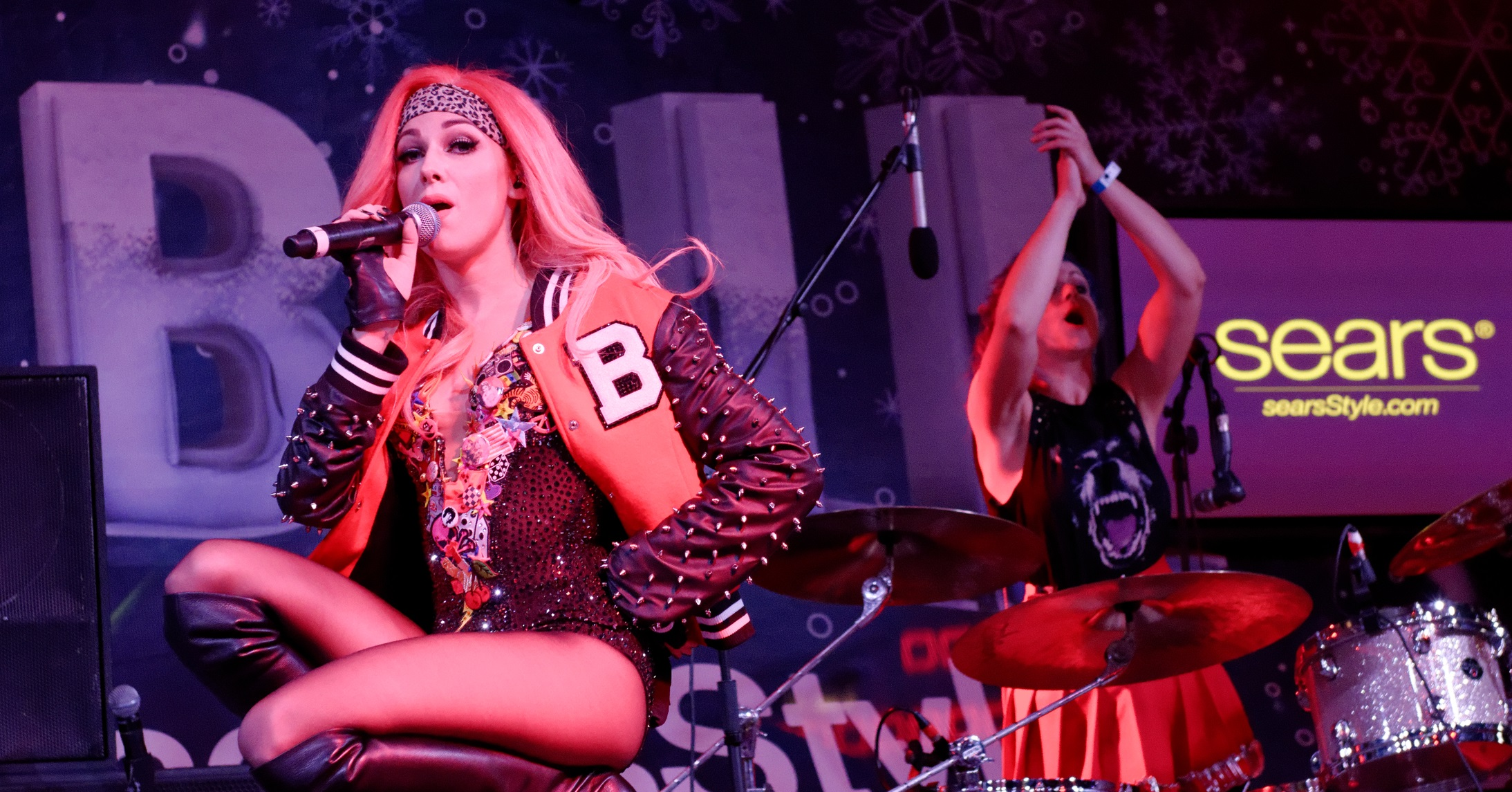
McKee în concert pe scena KIIS Jingle Ball de la Staples Center din Los Angeles, California, în 2013

Primul single a lui McKee sub casa de discuri Epic Records a fost "American Girl", care a fost lansat pe data de 23 iulie 2013. Ea a postat un videoclip de promovare pentru "American Girl" pe YouTube în iunie 2013, care a depășit un număr de 2,3 milioane de vizualizări. Videoclipul oficial pentru piesă a fost lansat pe data de 22 iulie 2013. În octombrie, McKee a lansat o piesă nouă intitulată "Sleepwalker." McKee a confirmat faptul că piesa nu a fost un single, ci mai degrabă un "inbetweengle, un geamantan care înseamnă "între un single," Videoclipul a avut premiera pe data de 17 octombrie 2013 și a jucat McKee și Kelsey Chow. McKee a petrecut mai mulți ani în cadrul unui acord comun între Epic Records și Kemosabe și a planificat pentru a lansarea al doilea album de studio în vara anului 2014. Al doilea single intitulat "S.L.A.Y." a fost efectuat la mai multe locuri și în timp ce ea a fost în turneu cu Karmin Pulses Tour, dar a fost amânat de mai multe ori și în cele din urmă nu a fost lansat. McKee a plecat de la Epic Records și Kemosabe după senzația de a nu avea control asupra carierei sale și direcția de creație, care a vrut să le aibe.

### 2014-15: «Bombastic»
Pe data de 18 decembrie 2014, Mckee a lansat un cântec numit "California Winter" pe contul ei de SoundCloud și iTunes. Acest cântec nu a avut eticheta Kemosabe sau numele Epic Records atașat la iTunes, care a făcut pe oameni să se întrebe dacă a fost dată afară sau a lăsat chiar ea casa de discuri. Pe 12 aprilie 2015, într-un interviu cu Ultimate Music ea a anunțat că a plecat de la Records Epic. McKee a declarat că acest lucru a fost pentru că prefera să fie un artist independent, deoarece s-a simțit controlată și că ea nu a avut nici libertatea de creație. De asemenea a anunțat că va lansa al doilea extended play în luna iunie. Ea a declarat, de asemenea, intențiile ei pentru a fi un EP vizual. Un cântec intitulat "Wasted Youth" a fost anunțat și are deja filmat videoclipul. La Billboard Music Awards 2015, McKee a dezvăluit într-un interviu că Charlie Puth (un prieten apropiat), care a lucrat anterior cu privire la piesa ei California Winter, a compus următorul ei single care a declarat de asemenea că va fi lansat săptămâna viitoare . Acest single este considerat a fi numit "Bombastic" a postat pe pagina ei de Instagram. Un fragment al melodiei "Bombastic", precum și un alt cântec "In the Wild" care a fost leakuit recent pe internet. Videoclipul pentru "Bombastic", a fost lansat pe contul lui Bonnie de Vevo pe 26 mai 2015. McKee este plănuită să apară în videoclipul lui Eden XO pentru single-ul "The Weekend". McKee joacă "Cenușăreas". Bombastic EP a fost lansat pe 30 iunie, fiind primul ei album de la Trouble 2004. În 1 iulie, McKee a anunțat pe un live stream că a încercat să obțină înapoi drepturile melodiilor care ea a înregistrat anterior cu casa ei de discuri Epic Records, astfel ea ar putea ajunge în cele din urmă să îl lanseze, ea, de asemenea, a confirmat copii în format fizic al EP-ului Bombastic au fost programate să fie lansate în lunile următoare.

## Viața privată
McKee se identifică drept bisexuală, declarând într-un episod din In Bed With Joan „Cred că este unul dintre acele lucruri în care, știți, cred că toate fetițele adoră să se joace de a «doctorul» cu prietenele lor, și apoi a nu mai creaște din asta.”

## Discografie
| Albume de studio - Trouble (2004) | Discuri EP - Bonnie McKee (2003) - Bombastic (2015) |  |

## Videoclipuri
| Titlu                                        | Anul | Regizor(i)                 |
| -------------------------------------------- | ---- | -------------------------- |
| "Trouble"                                    | 2003 | —                          |
| "Somebody"                                   | 2004 | Wayne Isham                |
| "Mine"                                       | 2009 | Joel Tinker                |
| "American Girl (Celebrity Lip-sync Version)" | 2013 | Various                    |
| "American Girl"                              | 2013 | Justin Francis             |
| "Sleepwalker"                                | 2013 | Patrick Hoelck             |
| "Hallelujah"                                 | 2013 | Dan O'Sullivan             |
| "California Winter"                          | 2014 | Dan O'Sullivan & Kat Burns |
| "Bombastic"                                  | 2015 | David Richardson           |
| "Afroki"                                     | 2015 | —                          |

## Premii și nominalizări
BMI Pop Music Awards
- 2013 ("Part of Me," Katy Perry)
- 2013 ("Wide Awake," Katy Perry)
- 2013 ("Hold It Against Me," Britney Spears)
- 2012 ("Last Friday Night (T.G.I.F.)," Katy Perry)
- 2012 ("Teenage Dream," Katy Perry)
- 2012 ("Dynamite," Taio Cruz)
- 2011 (“Dynamite,” Taio Cruz)
- 2011 (“California Gurls," Katy Perry)

Grammy Awards
- 2014 Nominated: Song of the Year (songwriter) - "Roar" performed by Katy Perry

## Legături externe
- Bonnie McKee pe Twitter
- Bonnie McKee pe Facebook